# Бирсдорф-ам-Зе
Бирсдорф-ам-Зе (нем. Biersdorf am See) — община в Германии, в земле Рейнланд-Пфальц. 
Входит в состав района Айфель-Битбург-Прюм. Подчиняется управлению Битбург-Ланд.  Население составляет 559 человек (на 31 декабря 2010 года). Занимает площадь 3,22 км².